# Katolikus egyház Feröeren
A katolikus egyház Feröeren 999-ben jelent meg.

## Története
A reformáció hatására a helyi katolikus egyház 1538-ban megszűnt, és a 16. század végére teljesen eltűnt a katolikus hit. A vallásszabadság 1849-es biztosítása után többen megpróbálták újra meghonosítani a szigeteken, ami végül 1931-ben sikerült. A feröeri katolikusok a Koppenhágai egyházmegyéhez tartoznak.

## Helyzete
Jelenleg mintegy 120 katolikus él Feröeren, akik 23 különböző nemzetiséghez tartoznak; kb. egyharmaduk feröeri. Templomuk az Árni Winther helyi építész által tervezett tórshavni Mariukirkjan (Mária-templom), amelyet 1987-ben szenteltek fel.
Az államvallást az evangélikus Feröeri Népegyház képviseli.